# 荷蘭公寓 (加利福尼亞州)
荷蘭公寓（英語：Dutch Flat）是位於美國加利福尼亞州普萊瑟縣的一個人口普查指定地區。

## 地理
荷蘭公寓的座標為39°12′22″N 120°50′16″W / 39.20611°N 120.83778°W，而該地最高點為海拔高度958米（即3144英尺）。

## 人口
根據2010年美國人口普查的數據，荷蘭公寓的面積為1.535平方千米，均為陸地。當地共有人口160人，而人口密度為每平方千米104人。